# بوعیدل
بوعیدل یک منطقهٔ مسکونی در الجزایر است که در ناحیه ثنیه واقع شده‌است. بوعیدل ۴٫۵ کیلومتر مربع مساحت دارد ۴۲۰ متر بالاتر از سطح دریا واقع شده‌است.